# Connarus impressinervis
Connarus impressinervis là một loài thực vật có hoa trong họ Connaraceae. Loài này được B.C.Stone mô tả khoa học đầu tiên năm 1980.